# Sainte-Nathalène
Sainte-Nathalène est une commune française située dans le département de la Dordogne, en région Nouvelle-Aquitaine.

## Géographie

### Généralités
Dans le quart sud-est du département de la Dordogne, en Périgord noir, la commune de Sainte-Nathalène est arrosée par l'Énéa, un court affluent de la Dordogne. C'est une commune rurale qui fait partie de l'aire d'attraction de Sarlat-la-Canéda, zonage d’étude défini par l'Insee, qui a remplacé en 2020 l'aire urbaine de Sarlat-la-Canéda dont elle faisait partie.
En bordure de l'Énéa et traversé par la route départementale (RD) 47, le petit bourg de Sainte-Nathalène se situe, en distances orthodromiques, six kilomètres à l'est-nord-est du centre-ville de Sarlat-la-Canéda et quinze kilomètres à l'ouest de celui de Souillac.

### Communes limitrophes
Sainte-Nathalène est limitrophe de sept autres communes dont Simeyrols à l'est sur environ 220 mètres.
| Proissans        | Saint-Crépin-et-Carlucet | Salignac-Eyvigues |
|                  | Sainte-Nathalène         | Simeyrols         |
| Sarlat-la-Canéda | Saint-Vincent-le-Paluel  | Prats-de-Carlux   |

### Géologie et relief

#### Géologie
Situé sur la plaque nord du Bassin aquitain et bordé à son extrémité nord-est par une frange du Massif central, le département de la Dordogne présente une grande diversité géologique. Les terrains sont disposés en profondeur en strates régulières, témoins d'une sédimentation sur cette ancienne plate-forme marine. Le département peut ainsi être découpé sur le plan géologique en quatre gradins différenciés selon leur âge géologique. Sainte-Nathalène est située dans le troisième gradin à partir du nord-est, un plateau formé de calcaires hétérogènes du Crétacé.
Les couches affleurantes sur le territoire communal sont constituées de formations superficielles du Quaternaire datant du Cénozoïque et de roches sédimentaires du Mésozoïque. La formation la plus ancienne, notée j6-7, date du Kimméridgien terminal au Tithonien, composée de calcaires micritiques en petits bancs alternant avec des bancs marneux à lumachelles. La formation la plus récente, notée Fy3-z, fait partie des formations superficielles de type alluvions subactuelles à actuelles. Le descriptif de ces couches est détaillé dans  la feuille « no 808 - Sarlat-la-Canéda » de la carte géologique au 1/50 000 de la France métropolitaine, et sa notice associée.

Carte géologique de Sainte-Nathalène.

#### Relief et paysages
Le département de la Dordogne se présente comme un vaste plateau incliné du nord-est (491 m, à la forêt de Vieillecour dans le Nontronnais, à Saint-Pierre-de-Frugie) au sud-ouest (2 m à Lamothe-Montravel). L'altitude du territoire communal varie quant à elle entre 108 mètres à l'extrême sud, là où l'Énéa quitte le territoire communal pour servir de limites entre Prats-de-Carlux et Saint-Vincent-le-Paluel, et 255 ou 274 mètres,, au nord-est de la commune, à l'ouest du lieu-dit la Tour.
Dans le cadre de la Convention européenne du paysage entrée en vigueur en France le 1er juillet 2006, renforcée par la loi du 8 août 2016 pour la reconquête de la biodiversité, de la nature et des paysages, un atlas des paysages de la Dordogne a été élaboré sous maîtrise d’ouvrage de l’État et publié en octobre 2020. Les paysages du département s'organisent en huit unités paysagères,. La commune fait partie du Périgord noir, un paysage vallonné et forestier, qui ne s’ouvre que ponctuellement autour de vallées-couloirs et d’une multitude de clairières de toutes tailles. Il s'étend du nord de la Vézère au sud de la Dordogne (en amont de Lalinde) et est riche d’un patrimoine exceptionnel.
La superficie cadastrale de la commune publiée par l'Insee, qui sert de référence dans toutes les statistiques, est de 13,57 km2,,. La superficie géographique, issue de la BD Topo, composante du Référentiel à grande échelle produit par l'IGN, est quant à elle de 13,92 km2.

### Hydrographie

#### Réseau hydrographique
La commune est située dans le bassin de la Dordogne au sein du Bassin Adour-Garonne. Elle est drainée par l'ruisseau d'Énéa, le ruisseau de Merdansou, le ruisseau de Langlade et par divers petits cours d'eau, qui constituent un réseau hydrographique de 10 km de longueur totale,.
L'Énéa, d'une longueur totale de 16,01 km, prend sa source dans la commune de Proissans et se jette dans la Dordogne en rive droite à Carsac-Aillac, face à la commune de Domme,. Il traverse la commune du nord au sud sur trois kilomètres et demi, lui servant de limite naturelle sur plus d'un kilomètre en deux tronçons, face aux communes de Proissans et Prats-de-Carlux.
Son affluent, le ruisseau de Merdansou borde le territoire communal à l'est sur deux kilomètres, face à Prats-de-Carlux.
Autre affluent de l'Énéa, le ruisseau de Langlade arrose le nord du territoire sur trois kilomètres et demi, en deux tronçons, dont un kilomètre marque la limite communale, face à Saint-Crépin-et-Carlucet.

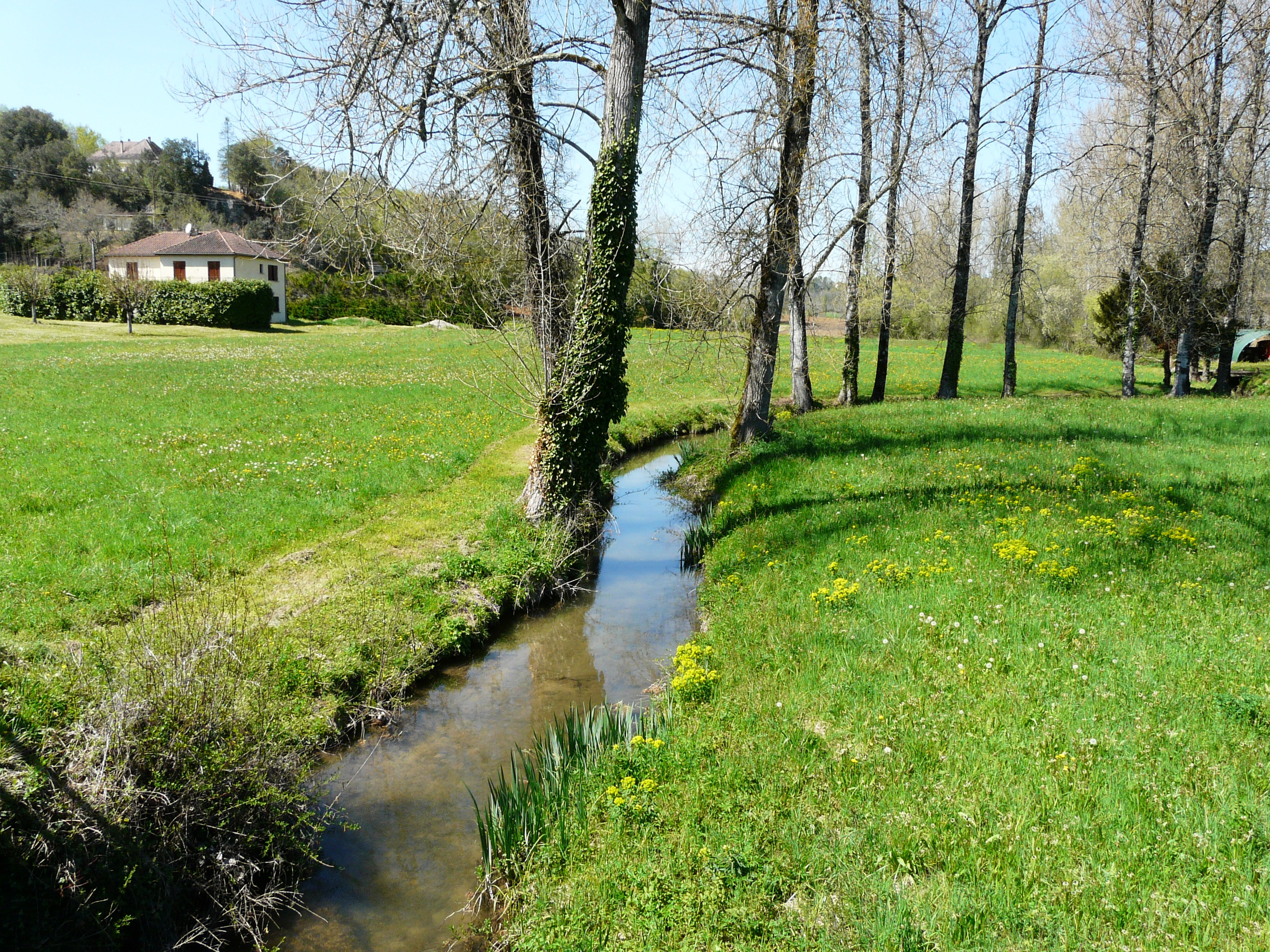
L'Énéa au pont de la RD 47.
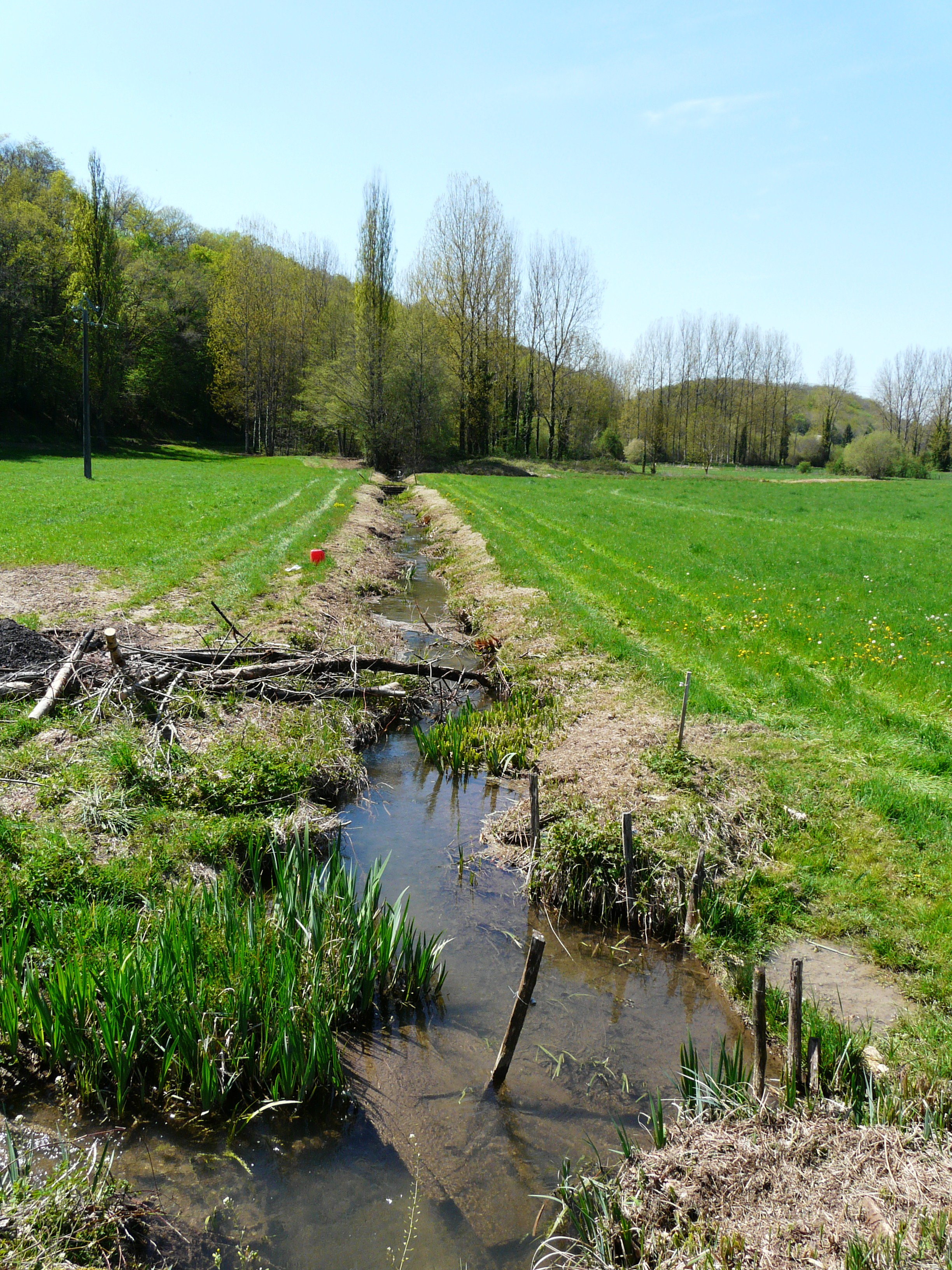
L'Énéa en amont du moulin de la Tour.
Réseaux hydrographique et routier de Sainte-Nathalène.

#### Gestion et qualité des eaux
Le territoire communal est couvert par le schéma d'aménagement et de gestion des eaux (SAGE) « Dordogne amont ». Ce document de planification, dont le territoire s'étend des sources de la Dordogne jusqu'à la confluence de la Vézère à Limeuil, d'une superficie de 9 700 km2 est en cours d'élaboration. La structure porteuse de l'élaboration et de la mise en œuvre est l'établissement public territorial de bassin de la Dordogne (EPIDOR). Il définit sur son territoire les objectifs généraux d’utilisation, de mise en valeur et de protection quantitative et qualitative des ressources en eau superficielle et souterraine, en respect des objectifs de qualité définis dans le troisième SDAGE  du Bassin Adour-Garonne qui couvre la période 2022-2027, approuvé le 10 mars 2022.
La qualité des eaux de baignade et des cours d’eau peut être consultée sur un site dédié géré par les agences de l’eau et l’Agence française pour la biodiversité.

### Climat
Pour des articles plus généraux, voir Climat de la Nouvelle-Aquitaine et Climat de la Dordogne.
Historiquement, la commune est exposée à un climat océanique aquitain.  
En 2020, Météo-France publie une typologie des climats de la France métropolitaine dans laquelle la commune est exposée à un climat océanique altéré et est dans la région climatique  Ouest et nord-ouest du Massif Central, caractérisée par une pluviométrie annuelle de 900 à 1 500 mm, maximale en automne et en hiver.
Pour la période 1971-2000, la température annuelle moyenne est de 12,8 °C, avec  une amplitude thermique annuelle de 15,3 °C. Le cumul annuel moyen de précipitations est de 933 mm, avec 11,5 jours de précipitations en janvier et 6,9 jours en juillet. Pour la période 1991-2020, la température moyenne annuelle observée sur la station météorologique la plus proche, située sur la commune de Salignac-Eyvigues à 8 km à vol d'oiseau, est de 13,0 °C et le cumul annuel moyen de précipitations est de 907,1 mm,. Pour l'avenir, les paramètres climatiques de la commune estimés pour 2050 selon différents scénarios d’émission de gaz à effet de serre sont consultables sur un site dédié publié par Météo-France en novembre 2022.

## Urbanisme

### Typologie
Au 1er janvier 2024, Sainte-Nathalène est catégorisée commune rurale à habitat dispersé, selon la nouvelle grille communale de densité à 7 niveaux définie par l'Insee en 2022.
Elle est située hors unité urbaine. Par ailleurs la commune fait partie de l'aire d'attraction de Sarlat-la-Canéda, dont elle est une commune de la couronne,. Cette aire, qui regroupe 45 communes, est catégorisée dans les aires de moins de 50 000 habitants,.

### Occupation des sols
L'occupation des sols de la commune, telle qu'elle ressort de la base de données européenne d’occupation biophysique des sols Corine Land Cover (CLC), est marquée par l'importance des territoires agricoles (53 % en 2018), une proportion identique à celle de 1990 (53 %). La répartition détaillée en 2018 est la suivante : 
zones agricoles hétérogènes (46,9 %), forêts (45,2 %), terres arables (5,2 %), milieux à végétation arbustive et/ou herbacée (1,8 %), prairies (0,9 %). L'évolution de l’occupation des sols de la commune et de ses infrastructures peut être observée sur les différentes représentations cartographiques du territoire : la carte de Cassini (XVIIIe siècle), la carte d'état-major (1820-1866) et les cartes ou photos aériennes de l'IGN pour la période actuelle (1950 à aujourd'hui).

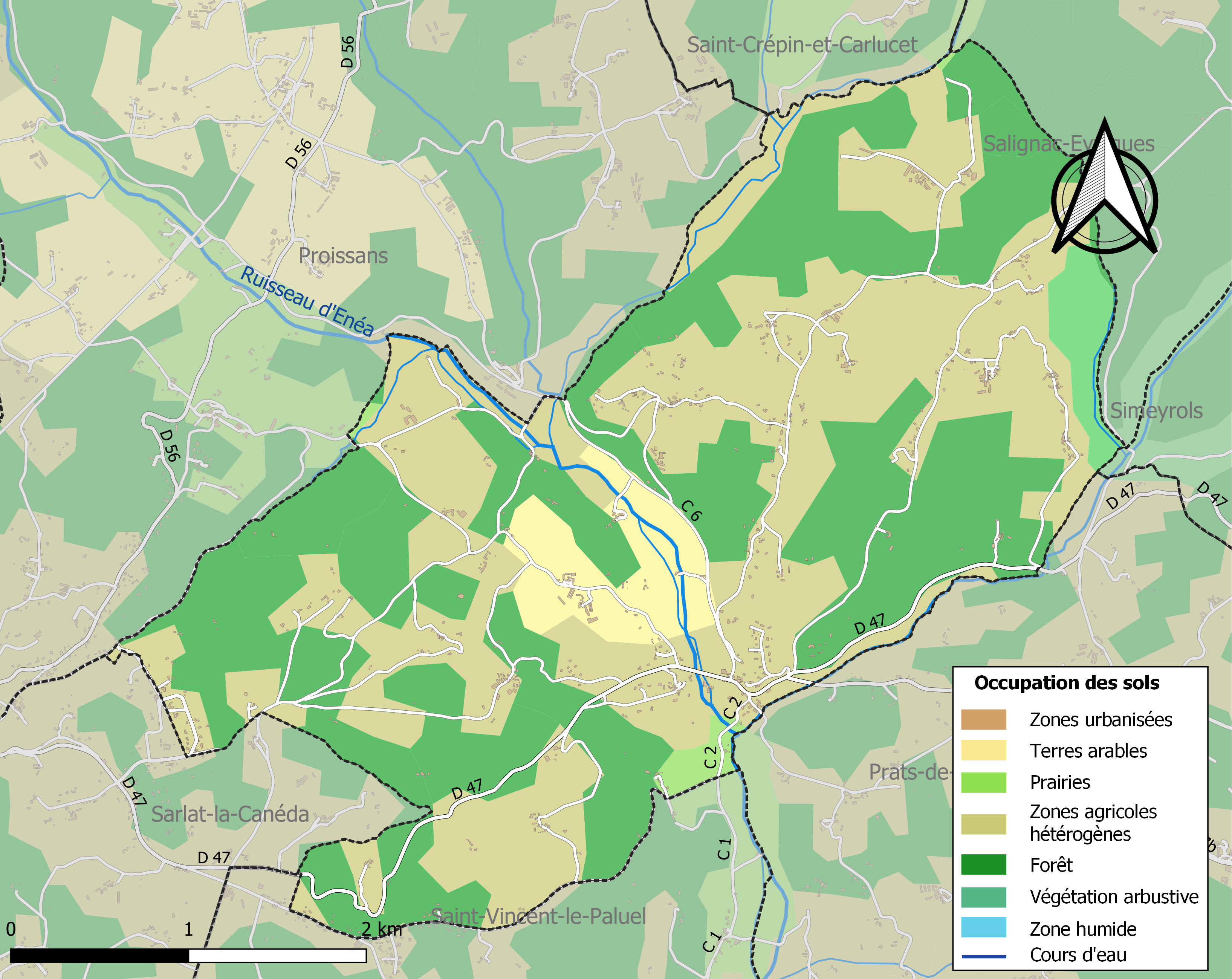
Carte des infrastructures et de l'occupation des sols de la commune en 2018 (CLC).

### Prévention des risques
Le territoire de la commune de Sainte-Nathalène est vulnérable à différents aléas naturels : météorologiques (tempête, orage, neige, grand froid, canicule ou sécheresse), feux de forêts, mouvements de terrains et séisme (sismicité très faible). Un site publié par le BRGM permet d'évaluer simplement et rapidement les risques d'un bien localisé soit par son adresse soit par le numéro de sa parcelle.
Sainte-Nathalène est exposée au risque de feu de forêt. L’arrêté préfectoral du 14 mars 2013 fixe les conditions de pratique des incinérations et de brûlage dans un objectif de réduire le risque de départs d’incendie. À ce titre, des périodes sont déterminées : interdiction totale du 15 février au 15 mai et du 15 juin au 15 octobre, utilisation réglementée du 16 mai au 14 juin et du 16 octobre au 14 février. En septembre 2020, un plan inter-départemental de protection des forêts contre les incendies (PidPFCI) a été adopté pour la période 2019-2029,.

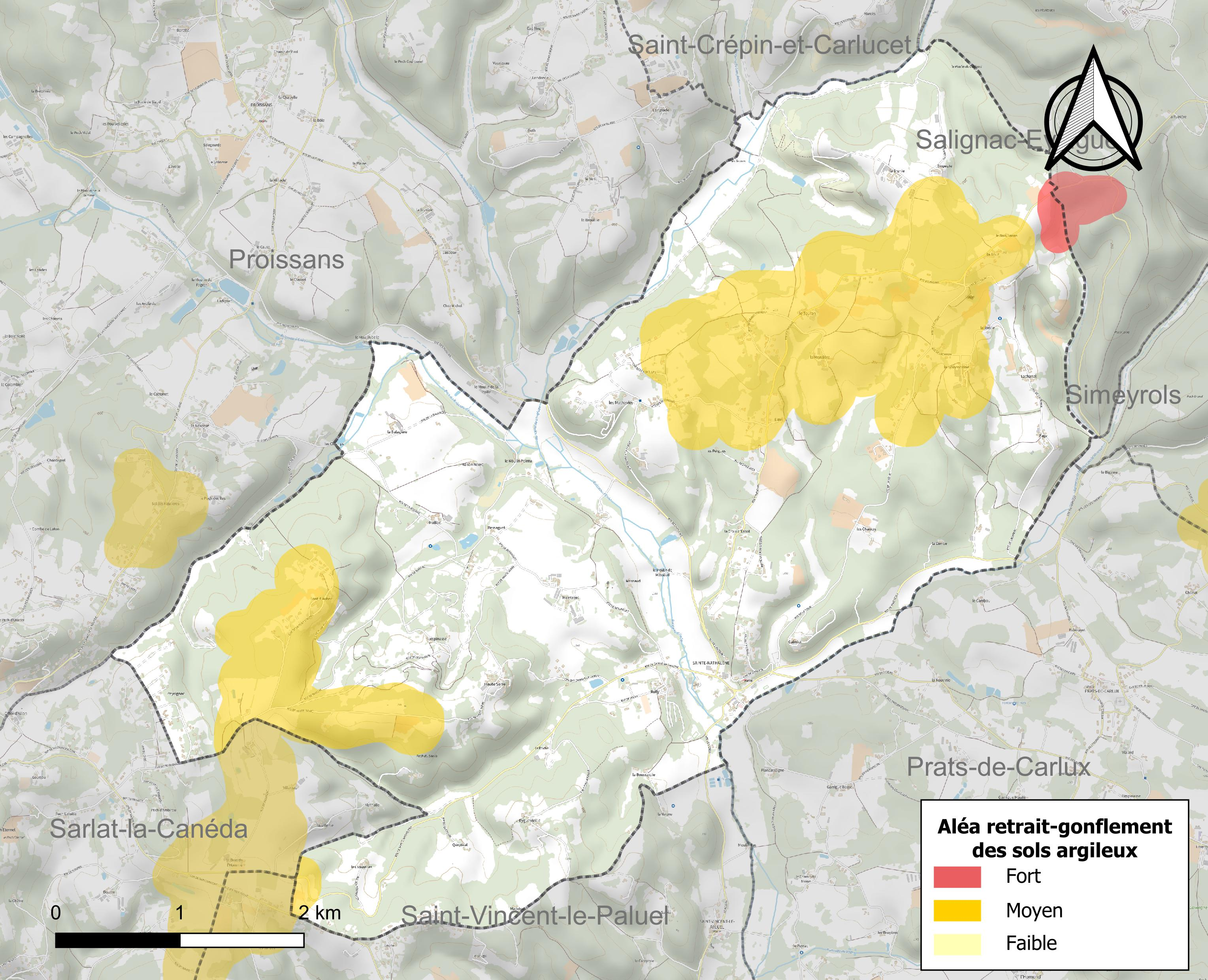
Carte des zones d'aléa retrait-gonflement des sols argileux de Sainte-Nathalène.

Les mouvements de terrains susceptibles de se produire sur la commune sont des tassements différentiels. Le retrait-gonflement des sols argileux est susceptible d'engendrer des dommages importants aux bâtiments en cas d’alternance de périodes de sécheresse et de pluie. 21,5 % de la superficie communale est en aléa moyen ou fort (58,6 % au niveau départemental et 48,5 % au niveau national métropolitain). Depuis le 1er octobre 2020, en application de la loi ÉLAN, différentes contraintes s'imposent aux vendeurs, maîtres d'ouvrages ou constructeurs de biens situés dans une zone classée en aléa moyen ou fort,.
La commune a été reconnue en état de catastrophe naturelle au titre des dommages causés par les inondations et coulées de boue survenues en 1982, 1983 et 1999, par la sécheresse en 1989, 2011 et 2015 et par des mouvements de terrain en 1999.

## Toponymie
Le nom de la commune fait référence à une martyre du IVe siècle, « Nathalène » ou « Lène », dont les reliques furent séparées, en Auvergne et « dans une paroisse voisine de Sarlat ».
En occitan, la commune porte le nom de Senta Nalena.

## Histoire
La première mention écrite connue du nom de l'église du village, Sancta Magdalena (qui pourrait être une erreur de copiste), remonte à la fin du XIIIe siècle avant qu'apparaissent en 1365 Sancta Natalitia et Nadalena.
Sur la carte de Cassini représentant la France entre 1756 et 1789, on trouve la graphie Sainte Natalene.

## Politique et administration

### Administration municipale
La population de la commune étant comprise entre 500 et 1 499 habitants au recensement de 2017, quinze conseillers municipaux ont été élus en 2020,.

### Liste des maires
| Période                                  | Période   | Identité            | Étiquette | Qualité  |
| ---------------------------------------- | --------- | ------------------- | --------- | -------- |
| Les données manquantes sont à compléter. |           |                     |           |          |
|                                          |           |                     |           |          |
| avant 1981                               | ?         | Yvon Dalix          | PS        |          |
|                                          |           |                     |           |          |
| 1989                                     | mars 2008 | Michel Soulhie      |           |          |
| mars 2008                                | mars 2014 | Michel Duclos       | SE        | Retraité |
| mars 2014 (rélu en mai 2020)             | En cours  | Jean-Michel Pérusin |           |          |

## Équipements et services publics

### Justice
En 2023, dans le domaine judiciaire, Sainte-Nathalène relève : 
- du tribunal de proximité de Sarlat-la-Canéda ;
- du tribunal judiciaire, du tribunal pour enfants, du conseil de prud'hommes et du tribunal de commerce de Bergerac ;
- du pôle Nationalité du tribunal judiciaire de Périgueux (compétent uniquement dans le domaine de la nationalité) ;
- de la cour d'appel et de la  cour administrative d'appel de Bordeaux.

## Population et société

### Démographie
L'évolution du nombre d'habitants est connue à travers les recensements de la population effectués dans la commune depuis 1793. Pour les communes de moins de 10 000 habitants, une enquête de recensement portant sur toute la population est réalisée tous les cinq ans, les populations de référence des années intermédiaires étant quant à elles estimées par interpolation ou extrapolation. Pour la commune, le premier recensement exhaustif entrant dans le cadre du nouveau dispositif a été réalisé en 2004.

En 2022, la commune comptait 648 habitants, en évolution de +12,11 % par rapport à 2016 (Dordogne : +0,37 %, France hors Mayotte : +2,11 %).
| 1793 | 1800 | 1806 | 1821 | 1831 | 1836 | 1841 | 1846 | 1851 |
| ---- | ---- | ---- | ---- | ---- | ---- | ---- | ---- | ---- |
| 645  | 475  | 526  | 540  | 653  | 639  | 651  | 674  | 731  |

| 1856 | 1861 | 1866 | 1872 | 1876 | 1881 | 1886 | 1891 | 1896 |
| ---- | ---- | ---- | ---- | ---- | ---- | ---- | ---- | ---- |
| 717  | 689  | 657  | 682  | 642  | 607  | 580  | 558  | 562  |

| 1901 | 1906 | 1911 | 1921 | 1926 | 1931 | 1936 | 1946 | 1954 |
| ---- | ---- | ---- | ---- | ---- | ---- | ---- | ---- | ---- |
| 530  | 547  | 519  | 454  | 422  | 400  | 356  | 338  | 320  |

| 1962 | 1968 | 1975 | 1982 | 1990 | 1999 | 2004 | 2006 | 2009 |
| ---- | ---- | ---- | ---- | ---- | ---- | ---- | ---- | ---- |
| 303  | 310  | 297  | 346  | 364  | 471  | 495  | 510  | 568  |

| 2014 | 2019 | 2022 | - | - | - | - | - | - |
| ---- | ---- | ---- | - | - | - | - | - | - |
| 575  | 625  | 648  | - | - | - | - | - | - |

## Économie

### Emploi
En 2015, parmi la population communale comprise entre 15 et 64 ans, les actifs représentent 321 personnes, soit 55,5 % de la population municipale. Le nombre de chômeurs (vingt-quatre) est resté stable par rapport à 2010 et le taux de chômage de cette population active s'établit à 7,5 %.

### Établissements
Au 31 décembre 2015, la commune compte cinquante établissements, dont vingt-six au niveau des commerces, transports ou services, quatorze dans l'agriculture, la sylviculture ou la pêche, cinq dans la construction, quatre relatifs au secteur administratif, à l'enseignement, à la santé ou à l'action sociale, et un dans l'industrie.

## Culture locale et patrimoine

### Lieux et monuments
- Le château de Latour (ou manoir de la Tour), XVe siècle, avec sa toiture de lauzes, inscrit aux monuments historiques depuis 1952[56]
- Le manoir de Massaud, XVIe siècle
- Le moulin de la Tour, moulin à eau du XVIe siècle encore en fonctionnement sur l'Énéa. Fabrication d'huiles vierges de noix, noisettes et amandes[57]
- L'église Saint-Martial[58] de Sainte-Nathalène du XVe - XVIe siècle, avec son clocher-mur

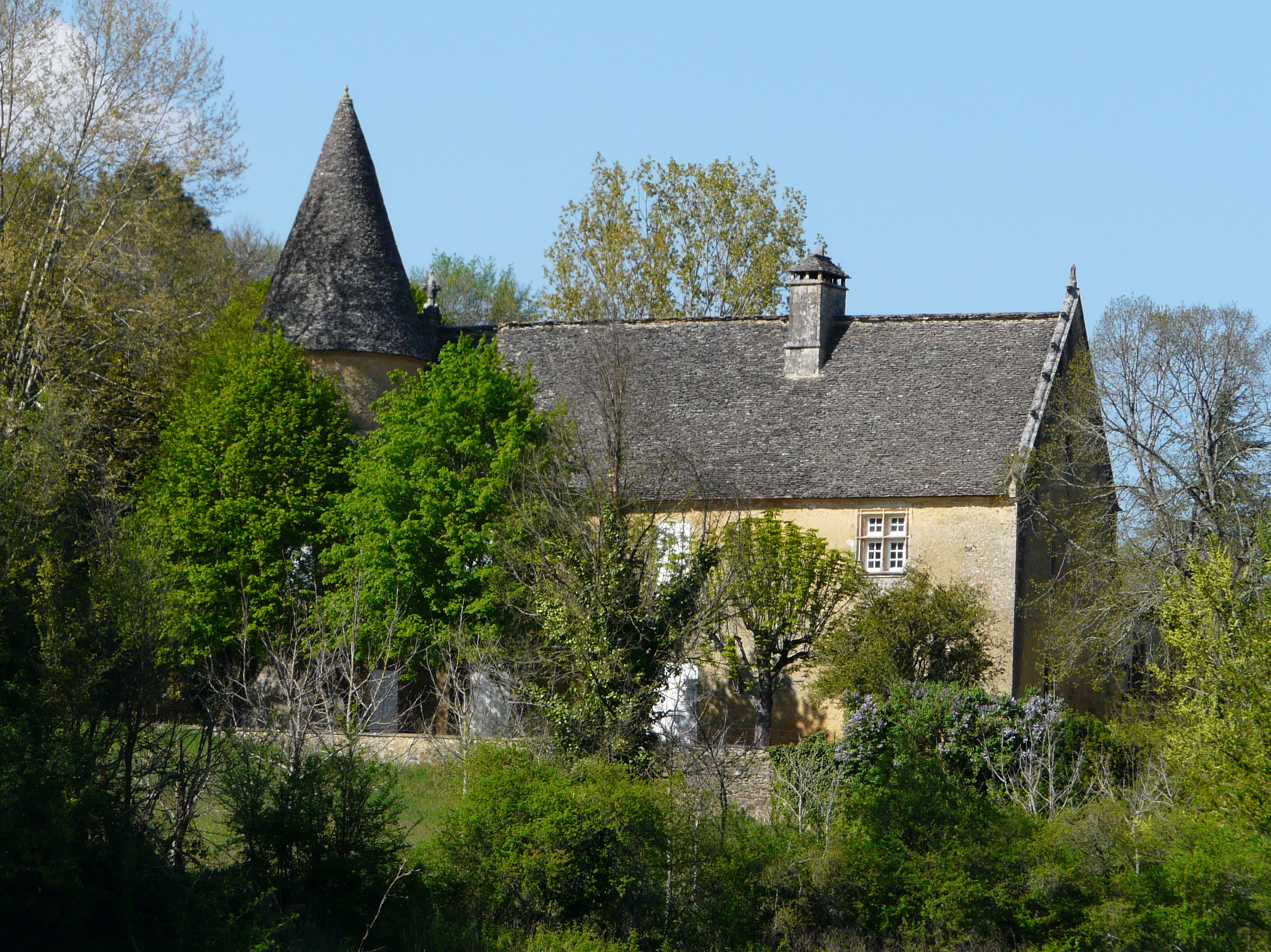
Le château de Latour.
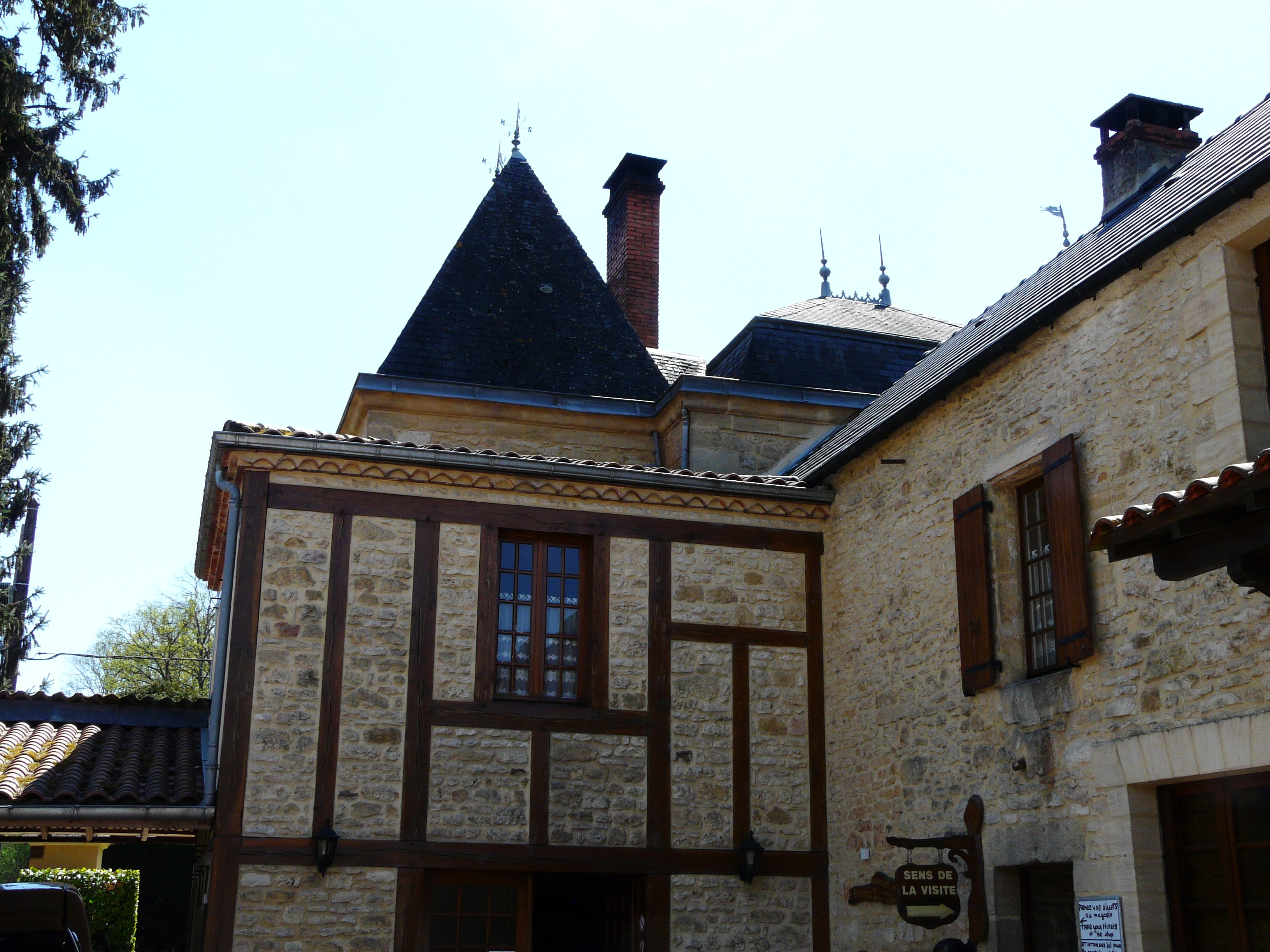
Le moulin de la Tour.
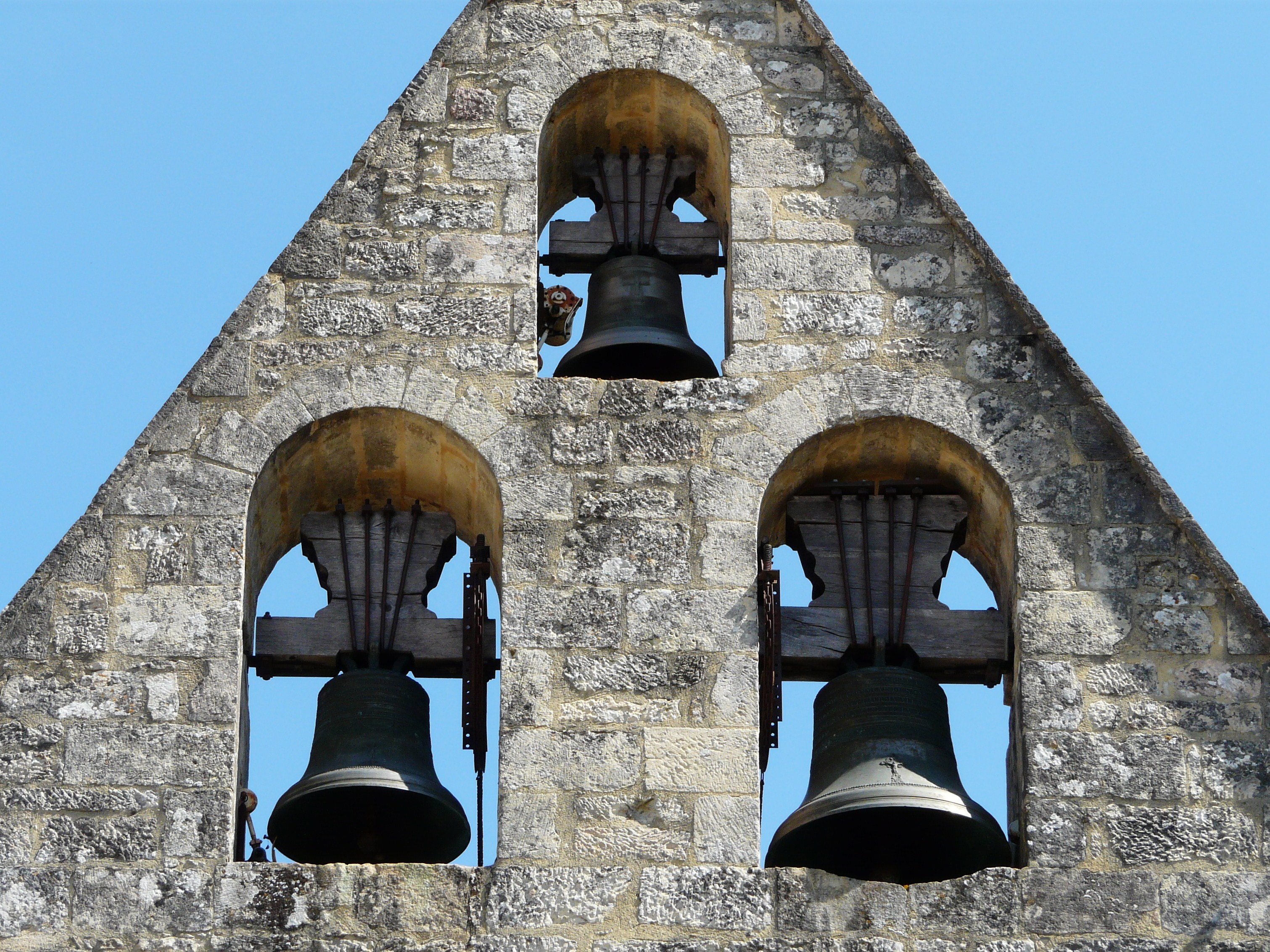
Les cloches de l'église Saint-Martial.
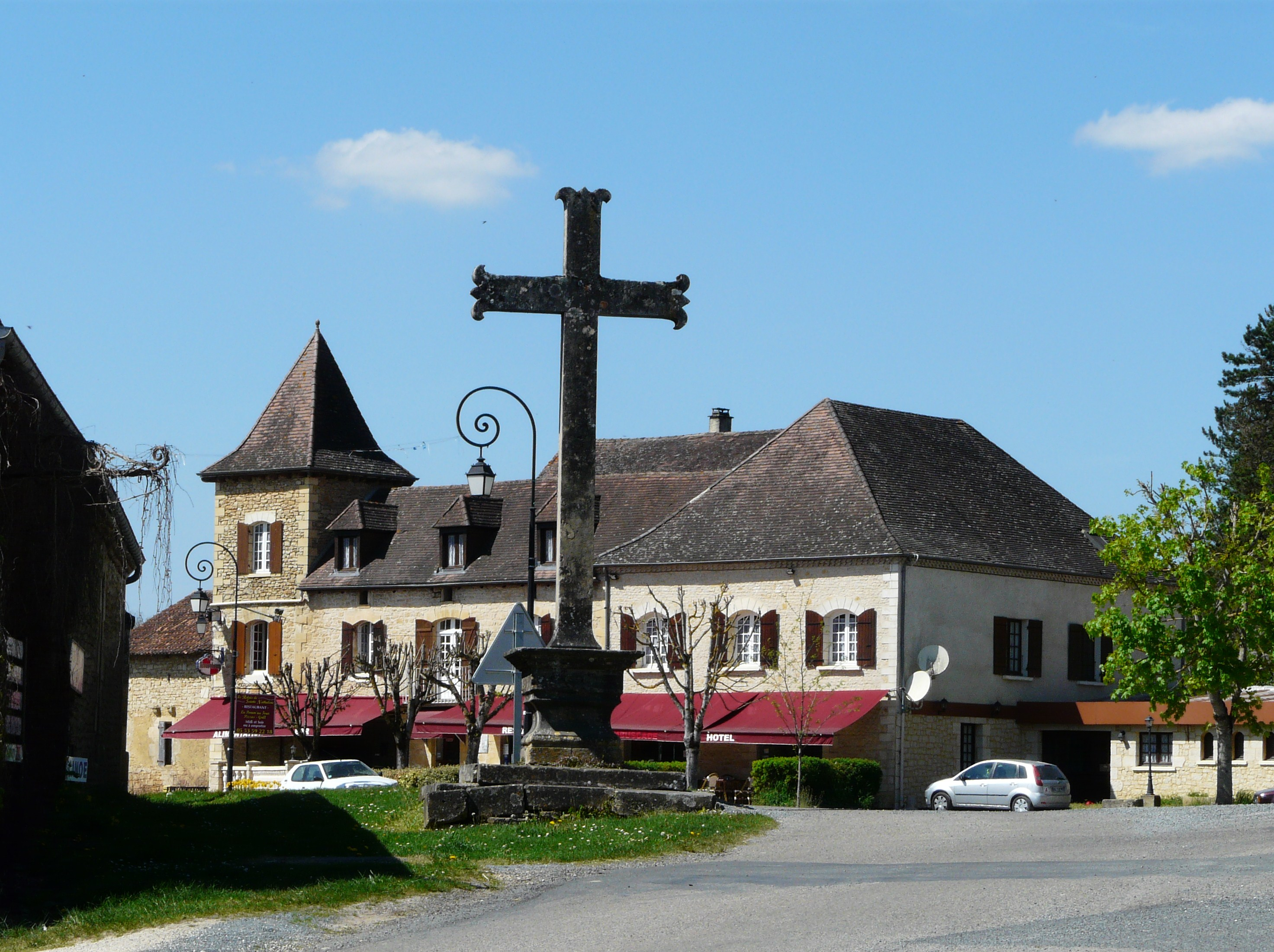
Croix monumentale dans le village.

### Patrimoine naturel
Sainte-Nathalène comporte trois zones de protection environnementale.

#### ZNIEFF
La commune fait partie d'une zone naturelle d'intérêt écologique, faunistique et floristique (ZNIEFF) de type II qui  s'étend également sur cinq autres communes, pour une superficie totale de plus de 25 km2.
Les coteaux calcaires du nord-est comme du sud-ouest du territoire communal sont peuplés de chênes verts et d'espèces botaniques plus fréquentes en milieu sub-montagnard ou méditerranéen,.

#### Natura 2000
Une partie de ces coteaux calcaires où s'épanouissent les chênes verts est préservée comme zone Natura 2000.

#### Site inscrit
Sur le territoire communal, la totalité de la vallée de l'Énéa fait partie d'un site inscrit depuis 1974,.

### Personnalités liées à la commune
- Jean-Baptiste Delmas (1862-1939), né à Sainte-Nathalène. Religieux Picpucien. Nommé aux îles Marquises (Polynésie française) en 1886. Passionné par la culture marquisienne, il rédige une grammaire et un dictionnaire de la langue marquisienne[64].

## Pour approfondir